# Saint-Bonnet-du-Gard
Saint-Bonnet-du-Gard – miejscowość i gmina we Francji, w regionie Oksytania, w departamencie Gard. Nazwa miejscowości pochodzi od imienia św. Boneta.
Według danych na rok 1990 gminę zamieszkiwały 372 osoby, a gęstość zaludnienia wynosiła 54 osoby/km² (wśród 1545 gmin Langwedocji-Roussillon Saint-Bonnet-du-Gard plasuje się na 582. miejscu pod względem liczby ludności, natomiast pod względem powierzchni na miejscu 908.).